# یانگ دی‌پرتوان آگونگ

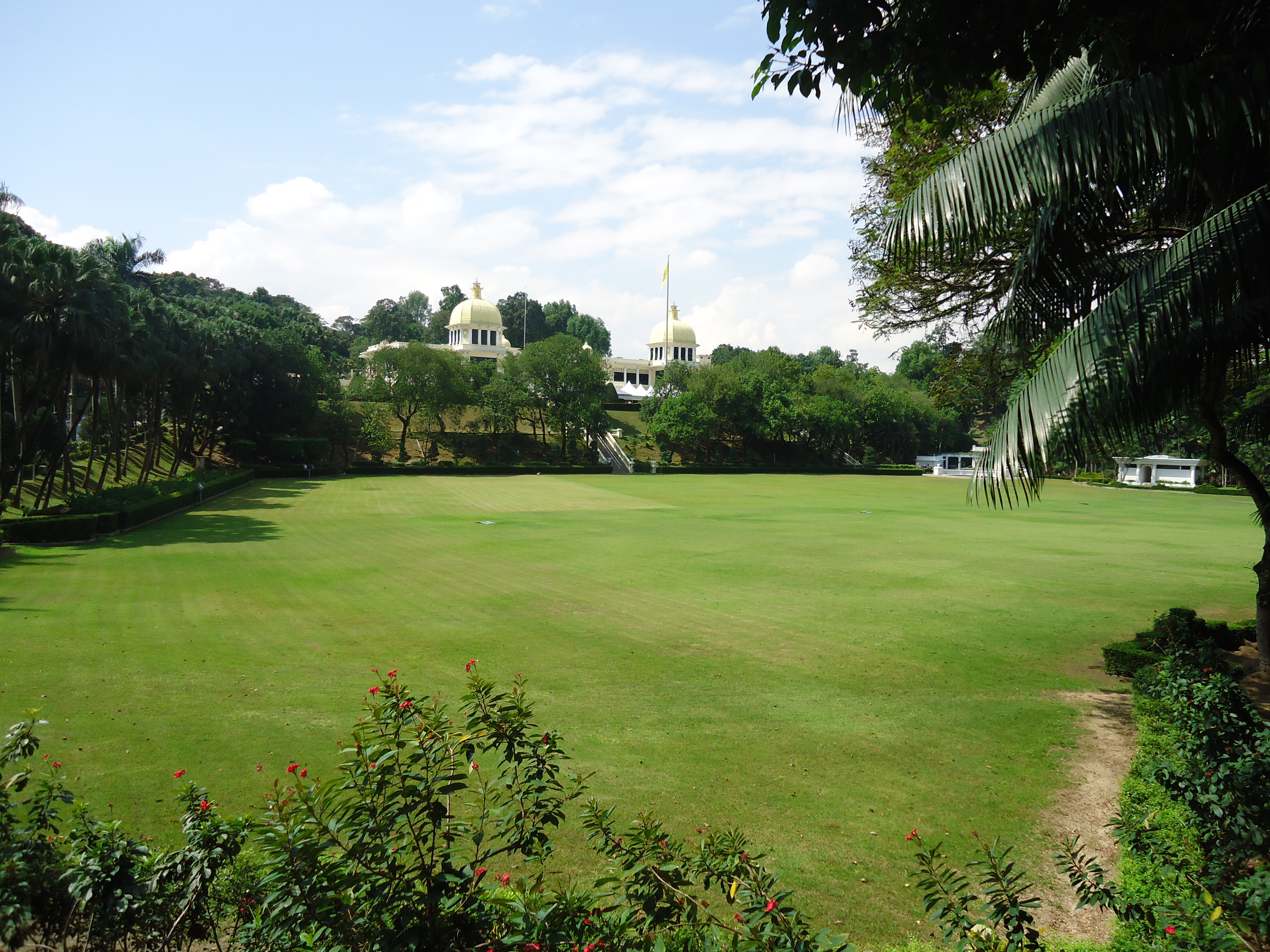
قصر یانگ دی پرتوان آگونگ در کوالالامپور

یانگ دی‌پِرتوان آگونگ (به مالایی: Yang di-Pertuan Agong) رئیس کشور (پادشاه) کشور مالزی است.
این پست در سال ۱۹۵۷ میلادی و پس از استقلال فدراسیون مالایی (مالزی فعلی) ایجاد شد. ترجمهٔ تحت‌اللفظی یانگ دی‌پِرتوان آگونگ «او که آفریدهٔ خداست» می‌باشد با این حال در مالزی به او شاه، حاکم بزرگ و رئیس عالی کشور نیز اطلاق می‌شود. سیستم حکومتی مالزی پادشاهی مشروطه است که در آن یانگ دی‌پرتوان آگونگ رئیس کشور است. او از اندک‌شمار پادشاهان جهان است که به صورت دوره‌ای از میان پادشاهان ایالت‌ها برای یک دورهٔ ۵ ساله انتخاب می‌شود. از سال ۱۹۹۳، نام یانگ دی‌پرتوان آگونگ در زبان مالایی به «سِری پادوکا باگیندا یانگ دی‌پِرتوان آگونگ» (به مالایی: Seri Paduka Baginda Yang di-Pertuan Agong) تغییر یافت. این نام احترام‌آمیز به معنای «اعلیحضرت فاتح» فدراسیون است. پیش از آن از عنوان تجلیلی «که بَواه دولی یانگ ماها مولیا» (به مالایی: Ke Bawah Duli Yang Maha Mulia) به معنای «خاک زیر پای خدا» استفاده می‌شد. به همسرِ یانگ دی پِرتوان آگونگ «راجا پِریمای‌سوری آگونگ» (به مالایی: Raja Permaisuri Agong) به معنای ملکهٔ همسر گفته می‌شود.

## فهرست یانگ دی‌پرتوان آگونگ‌ها
| ردیف | نام                            | اقلیم         | دوره حکومت                        | تولد                    | مرگ                      |
| ---- | ------------------------------ | ------------- | --------------------------------- | ----------------------- | ------------------------ |
| ۱    | عبدالرحمن شاه                  | نگاری سمبیلان | ۳۱ اوت ۱۹۵۷ – ۱ آوریل ۱۹۶۰        | ۲۴ اوت ۱۸۹۵             | ۱ آوریل ۱۹۶۰ (۶۴ سال)    |
| ۲    | حسام الدین شاه                 | سلانگور       | ۱۴ آوریل ۱۹۶۰ – ۱ سپتامبر ۱۹۶۰    | ۱۳ مهٔ ۱۸۹۸              | ۱ سپتامبر ۱۹۶۰ (۶۲ سال)  |
| ۳    | پوترا شاه                      | پرلیس         | ۲۱ سپتامبر ۱۹۶۰ – ۲۰ سپتامبر ۱۹۶۵ | ۲۵ نوامبر ۱۹۲۰          | ۱۶ آوریل ۲۰۰۰ (۷۹ سال)   |
| ۴    | اسماعیل ناصر الدین شاه         | ترنگگانو      | ۲۱ سپتامبر ۱۹۶۵ – ۲۰ سپتامبر ۱۹۷۰ | ۲۴ ژانویهٔ ۱۹۰۷          | ۲۰ سپتامبر ۱۹۷۹ (۷۲ سال) |
| ۵    | عبدالحلیم معظم شاه اولین مرتبه | کداح          | ۲۱ سپتامبر ۱۹۷۰ – ۲۰ سپتامبر ۱۹۷۵ | ۲۸ نوامبر ۱۹۲۷          | ۱۱ سپتامبر ۲۰۱۷ (۸۹ سال) |
| ۶    | یحیی پترا                      | کلانتان       | ۲۱ سپتامبر ۱۹۷۵ – ۲۹ مارس ۱۹۷۹    | ۱۰ دسامبر ۱۹۱۷          | ۲۹ مارس ۱۹۷۹ (۶۱ سال)    |
| ۷    | احمد شاه پاهانگ                | پاهانگ        | ۲۶ آوریل ۱۹۷۹ – ۲۵ آوریل ۱۹۸۴     | ۲۴ اکتبر ۱۹۳۰           | ۲۲ مهٔ ۲۰۱۹ (۸۸ سال)      |
| ۸    | اسکندر شاه                     | جوهور (ایالت) | ۲۶ آوریل ۱۹۸۴ – ۲۵ آوریل ۱۹۸۹     | ۸ آوریل ۱۹۳۲            | ۲۲ ژانویهٔ ۲۰۱۰ (۷۷ سال)  |
| ۹    | عضلان شاه                      | پراک          | ۲۶ آوریل ۱۹۸۹ – ۲۵ آوریل ۱۹۹۴     | ۱۹ آوریل ۱۹۲۸           | ۲۸ مهٔ ۲۰۱۴ (۸۶ سال)      |
| ۱۰   | جعفر شاه                       | نگاری سمبیلان | ۲۶ آوریل ۱۹۹۴ – ۲۵ آوریل ۱۹۹۹     | ۱۹ ژوئیهٔ ۱۹۲۲           | ۲۷ دسامبر ۲۰۰۸ (۸۶ سال)  |
| ۱۱   | صلاح‌الدین عبدالعزیز شاه        | سلانگور       | ۲۶ آوریل ۱۹۹۹ – ۲۱ نوامبر ۲۰۰۱    | ۸ مارس ۱۹۲۶             | ۲۱ نوامبر ۲۰۰۱ (۷۵ سال)  |
| ۱۲   | سراج الدین شاه                 | پرلیس         | ۱۳ دسامبر ۲۰۰۱ – ۱۲ دسامبر ۲۰۰۶   | ۱۷ مهٔ ۱۹۴۳ ‏(۸۱ سال)     |                          |
| ۱۳   | میزان زین‌العابدین              | ترنگگانو      | ۱۳ دسامبر ۲۰۰۶ – ۱۲ دسامبر ۲۰۱۱   | ۲۲ ژانویهٔ ۱۹۶۲ ‏(۶۳ سال) |                          |
| ۱۴   | عبدالحلیم معظم شاه دومین بار   | کداح          | ۱۳ دسامبر ۲۰۱۱ – ۱۲ دسامبر ۲۰۱۶   | ۲۸ نوامبر ۱۹۲۷          | ۱۱ سپتامبر ۲۰۱۷ (۸۹ سال) |
| ۱۵   | محمد پنجم                      | کلانتان       | ۱۳ دسامبر ۲۰۱۶ – ۶ ژانویه ۲۰۱۹    | ۶ اکتبر ۱۹۶۹ ‏(۵۵ سال)   |                          |
| ۱۶   | عبدالله پاهانگ                 | پاهانگ        | ۳۱ ژانویه ۲۰۱۹ – ۳۰ ژانویه ۲۰۲۴   | ۳۰ ژوئیهٔ ۱۹۵۹ ‏(۶۵ سال)  |                          |
| ۱۷   | سلطان ابراهیم اسکندر           | جوهور (ایالت) | ۳۱ ژانویه ۲۰۲۴ – تاکنون           | ۲۲ نوامبر ۱۹۵۸ ‏(۶۶ سال) |                          |